# Университет Додомы
Университет Додомы (англ. University of Dodoma, суахили Chuo Kikuu cha Dodoma) — танзанийский университет, основанный в 2007 году в столице страны городе Додоме. Государственный план развития полагает что к 2025 году Университет Додомы станет крупнейшим ВУЗом страны. В итоге университет будет обучать 50,000 одновременно, хотя на данный момент число учащихся гораздо ниже.

## Галерея
- Общежития Университета Додомы
- Колледж Информатики